# Hans Andersen (fodboldspiller, født 1905)
 Der er flere personer med dette navn, se Hans Andersen.
Hans Andersen (født 16. oktober 1905 i Nedre Eiker, død 31. marts 1969) var en norsk fodbold- og bandyspiller, der spillede for Mjøndalen. Han blev norsk mester i fodbold for Mjøndalen tre gange (i 1933, 1934 og 1937). Han fik én kamp for det norske norske fodboldlandshold. Han var med på holdet, som tabte 5-1 til Danmark i juni 1937. I bandy blev han norsk mester i 1930.
Hans Andersens bror, Oddmund Andersen, spillede også fodbold for Mjøndalen. Han blev norsk mester to gange og spillede fire landskampe